# گروسوایکرسدورف
گروسوایکرسدورف (به آلمانی: Großweikersdorf) یک منطقهٔ مسکونی در اتریش است که در ناحیه تولن واقع شده‌است. گروسوایکرسدورف ۴۳٫۳۲ کیلومتر مربع مساحت دارد ۲۱۱ متر بالاتر از سطح دریا واقع شده‌است.